# Louis Lewin
Pour les articles homonymes, voir Lewin.
Louis Lewin (né le 9 novembre 1850 à Tuchel, arrondissement de Konitz (de) ; mort le 1er décembre 1929 à Berlin) était un pharmacologue allemand qui travaillait sur les substances psychédéliques et les produits psychotropes. Son travail est à l'origine de la toxicologie moderne.

## Biographie
En 1877, il a été, avec le Dr Levinstein, à l'origine de la première description de ce que l'on appelle maintenant la toxicomanie, même si cette première description concernait la morphine.
Il publia aussi la première étude sur le peyotl en 1886.
En 1924, il décrivit et classa les psychotropes en fonction de leurs effets dans son ouvrage Phantastica. ( Voir article détaillé Classification des psychotropes )

## Publications
- Lewin Louis, Traité de toxicologie, Ed. Doin, Paris, 1903.
- Lewin Louis, Phantastica, Ed. Payot, Paris, 1927.